# سیارک ۸۸۸۳
سیارک ۸۸۸۳ (به انگلیسی: 8883 Miyazakihayao، نامگذاری:1994BS4) هشت هزار و هشتصد و هشتاد و سومین سیارک کشف شده‌است که در ۱۶ ژانویه ۱۹۹۴ کشف شد.
قدر مطلق سیارک برابر ۱۷.۰ است.